# パシフィックネーションズカップ2015
パシフィックネーションズカップ2015（2015 Pacific Nations Cup、2015 PNC）は、ワールドラグビー主催による「ワールドラグビー パシフィックネーションズカップ（PNC）」10回目の大会である。

## 概要
2015年7月18日～8月3日開催。フィジーが2回目の優勝を果たした。
2014年11月19日、IRB（国際ラグビー評議会、International Rugby Board）がワールドラグビー （World Rugby）に改称した。これにより、正式な大会名は「ワールドラグビー パシフィックネーションズカップ（World Rugby Pacific Nations Cup）」となった。
プールA（サモア、トンガ、日本）、プールB（フィジー、アメリカ合衆国、カナダ）に分かれ、違うプールとの総当たり戦を行い（クロスプールマッチ）、勝ち点で総合順位を決定。総合順位の1位vs2位、3位vs4位、5位vs6位の決勝戦（順位決定戦）で最終順位を決めたが、総合順位と同じ結果となった。

## 戦績
出典

### クロスプールマッチ（プール戦）結果
プール戦での勝ち点は、勝利4、引き分け2、敗戦0。さらに「4トライ以上獲得」「7点差以内で敗戦」の場合に、それぞれボーナスポイント1が勝ち点に加わる。
|         | 順位 | 国             | 試合数 | 勝 | 分 | 敗 | 得点 | 失点 | 得失点差 | 4トライ以上 BP | 7点差以内 BP | 勝ち点 |
| ------- | ---- | -------------- | ------ | -- | -- | -- | ---- | ---- | -------- | -------------- | ------------ | ------ |
| プールA | 1    | サモア         | 3      | 2  | 1  | 0  | 72   | 66   | +6       | 1              | 0            | 11     |
| プールA | 2    | トンガ         | 3      | 2  | 0  | 1  | 83   | 67   | +16      | 0              | 0            | 8      |
| プールA | 3    | 日本           | 3      | 1  | 0  | 2  | 60   | 56   | +4       | 0              | 2            | 6      |
| プールB | 1    | フィジー       | 3      | 2  | 1  | 0  | 87   | 74   | +13      | 1              | 0            | 11     |
| プールB | 2    | アメリカ合衆国 | 3      | 1  | 0  | 2  | 58   | 72   | –14      | 0              | 1            | 5      |
| プールB | 3    | カナダ         | 3      | 0  | 0  | 3  | 44   | 69   | –25      | 0              | 1            | 1      |

| 決勝戦の 結果による 最終順位 | プール戦を 元にした 総合順位 | プール戦順位 | 国             | プール戦の内容 | プール戦の内容 | プール戦の内容 | プール戦の内容 | プール戦の内容 | プール戦の内容 | プール戦の内容 | プール戦の内容 | プール戦の内容 | プール戦の内容 |
| 決勝戦の 結果による 最終順位 | プール戦を 元にした 総合順位 | プール戦順位 | 国             | 試合数         | 勝             | 分             | 敗             | 得点           | 失点           | 得失点差       | 4トライ以上 BP | 7点差以内 BP   | 勝ち点         |
| ---------------------------- | ---------------------------- | ------------ | -------------- | -------------- | -------------- | -------------- | -------------- | -------------- | -------------- | -------------- | -------------- | -------------- | -------------- |
| 1位                          | 1位                          | プールB 1位  | フィジー       | 3              | 2              | 1              | 0              | 87             | 74             | +13            | 1              | 0              | 11             |
| 2位                          | 2位                          | プールA 1位  | サモア         | 3              | 2              | 1              | 0              | 72             | 66             | +6             | 1              | 0              | 11             |
| 3位                          | 3位                          | プールA 2位  | トンガ         | 3              | 2              | 0              | 1              | 83             | 67             | +16            | 0              | 0              | 8              |
| 4位                          | 4位                          | プールA 3位  | 日本           | 3              | 1              | 0              | 2              | 60             | 56             | +4             | 0              | 2              | 6              |
| 5位                          | 5位                          | プールB 2位  | アメリカ合衆国 | 3              | 1              | 0              | 2              | 58             | 72             | –14            | 0              | 1              | 5              |
| 6位                          | 6位                          | プールB 3位  | カナダ         | 3              | 0              | 0              | 3              | 44             | 69             | –25            | 0              | 1              | 1              |

## 対戦詳細

### Round 1
| 2015年7月18日 15:00 FJT (UTC+12) | フィジー | 30–22    | トンガ                                                                                                | ANZ国立スタジアム, スバ, フィジー 観客数: 3,000人 レフリー: Chris Pollock (ニュージーランド) |
| 2015年7月18日 15:00 FJT (UTC+12) | T: セニロリ 38' c ナヤザレヴ 66' c ラヴァイ 73' c G: ヴォラヴォラ (3/3) 39', 67', 74' PG: ヴォラヴォラ (3/4) 23', 54', 61' | レポート | T: Vainikolo 5' m ベアイヌ 47' c タクルア 65' c G: Lilo (1/1) 48' モラス (1/1) 66' PG: Lilo (1/1) 40' | ANZ国立スタジアム, スバ, フィジー 観客数: 3,000人 レフリー: Chris Pollock (ニュージーランド) |

| 2015年7月18日 17:00 PDT (UTC-7) | カナダ                          | 6–20                | 日本                                                        | アバイア・スタジアム, サンノゼ, カリフォルニア州, アメリカ合衆国 観客数: 8,900人 レフリー: ルーク・ピアース (イングランド) |
| 2015年7月18日 17:00 PDT (UTC-7) | PG: マクローリー (2/2) 17', 61' | レポート 結果配信表 | T: 藤田慶和 13' m PG: 五郎丸歩 (5/6) 5', 45', 54', 64', 66' | アバイア・スタジアム, サンノゼ, カリフォルニア州, アメリカ合衆国 観客数: 8,900人 レフリー: ルーク・ピアース (イングランド) |

| 2015年7月18日 19:00 PDT (UTC-7) | アメリカ合衆国                                                                     | 16–21    | サモア                                                                                   | アバイア・スタジアム, [サンノゼ]], カリフォルニア州, アメリカ合衆国 観客数: 10,017人 レフリー: JP Doyle (イングランド) |
| 2015年7月18日 19:00 PDT (UTC-7) | T: ラモシテレ 74' c G: マクギンティ (1/1) 75' PG: マクギンティ (3/4) 22', 55', 64' | レポート | T: A. Tuilagi 32' c トゥアラ 37' m G: Fa'apale (1/2) 33' PG: Fa'apale (3/4) 4', 15', 24' | アバイア・スタジアム, [サンノゼ]], カリフォルニア州, アメリカ合衆国 観客数: 10,017人 レフリー: JP Doyle (イングランド) |

### Round 2
| 2015年7月24日 17:00 PDT (UTC-7) | フィジー | 30–30    | サモア | ボニー・フィールド, サクラメント, カリフォルニア州, アメリカ合衆国 観客数: 5,500人 レフリー: en:JP Doyle (イングランド) |
| 2015年7月24日 17:00 PDT (UTC-7) | T: ナカラワ (2) 10' m, 13' c タレンブラ 35' m ロヴォンバラヴ 42' c G: ヴォラヴォラ (2/4) 14', 43' PG: ヴォラヴォラ (2/3) 49', 76' | レポート | T: Perez (2) 20' c, 62' m Perenise 55' m イオアネ 72' c G: Stanley (2/4) 21', 73' PG: Stanley (1/2) 4' Fa'apale (1/1) 79' | ボニー・フィールド, サクラメント, カリフォルニア州, アメリカ合衆国 観客数: 5,500人 レフリー: en:JP Doyle (イングランド) |

特記事項:
- フィジーとサモアが引き分けになるのは、1989年以来。

| 2015年7月24日 19:00 PDT (UTC-7) | カナダ                                                                                                  | 18–28    | トンガ                                                                                           | スワンガード・スタジアム, バーナビー, カナダ 観客数: 3,468人 レフリー: Federico Anselmi (アルゼンチン) |
| 2015年7月24日 19:00 PDT (UTC-7) | T: カーペンター (2) 1' c, 22' m G: マクローリー (1/2) 2' PG: Underwood (1/1) 10' マクローリー (1/1) 53' | レポート | T: タクルア (2) 35' c, 67' m Katoa 44' c G: モラス (2/3) 36', 45' PG: モラス (3/4) 17', 51', 57' | スワンガード・スタジアム, バーナビー, カナダ 観客数: 3,468人 レフリー: Federico Anselmi (アルゼンチン) |

| 2015年7月24日 20:00 PDT (UTC-7) | アメリカ合衆国                                                         | 23–18      | 日本                                                                                         | ボニー・フィールド, サクラメント, カリフォルニア州, アメリカ合衆国 観客数: 11,000人 レフリー: ルーク・ピアース (イングランド) |
| 2015年7月24日 20:00 PDT (UTC-7) | T: デュルタロ 68' m PG: マクギンティ (6/7) 7', 19', 31', 56', 62', 65' | 結果配信表 | T: 山田章仁 39' m ホラニ龍コリニアシ 49' c G: 立川理道 (1/2) 50' PG: 立川理道 (2/3) 29', 37' | ボニー・フィールド, サクラメント, カリフォルニア州, アメリカ合衆国 観客数: 11,000人 レフリー: ルーク・ピアース (イングランド) |

### Round 3
| 2015年7月29日 15:30 EDT (UTC-4) | アメリカ合衆国                                               | 19–33    | トンガ | BMOフィールド, トロント, カナダ 観客数: 9,600人 レフリー: Alexandre Ruiz (フランス) |
| 2015年7月29日 15:30 EDT (UTC-4) | T: デュルタロ (2) 70' m, 80 m PG: ニウア (3/4) 14', 47', 59' | レポート | T: Vainikolo (2) 5' c, 65' c ベアイヌ 52' c G: モラス (3/3) 6', 53', 66' PG: モラス (4/5) 17', 24', 37', 55' | BMOフィールド, トロント, カナダ 観客数: 9,600人 レフリー: Alexandre Ruiz (フランス) |

| 2015年7月29日 18:00 EDT (UTC-4) | フィジー | 27–22      | 日本                                                                          | BMOフィールド, トロント, カナダ 観客数: 8,100人 レフリー: パスカル・ガウゼル (フランス) |
| 2015年7月29日 18:00 EDT (UTC-4) | T: ザヴンバティ 21' c マタヴェシ 25' c タレンブラ 28' c G: マタヴェシ (3/3) 22', 26', 29' PG: マタヴェシ (2/3) 19', 61' | 結果配信表 | T: 山田章仁 48' m ツイヘンドリック 68' m PG: 五郎丸歩 (4/4) 5', 11', 17', 52' | BMOフィールド, トロント, カナダ 観客数: 8,100人 レフリー: パスカル・ガウゼル (フランス) |

| 2015年7月29日 20:30 EDT (UTC-4) | カナダ                                                                                           | 20–21    | サモア                                                                               | BMOフィールド, トロント, カナダ 観客数: 11,200人 レフリー: アンガス・ガードナー (オーストラリア) |
| 2015年7月29日 20:30 EDT (UTC-4) | T: ブレヴィンズ 6' c Mackenzie 75' c G: プリチャード (2/2) 7' 76' PG: プリチャード (2/4) 2', 12' | レポート | T: Perenise 43' c Taulafo 80' m G: Stanley (1/2) 44' PG: Stanley (3/3) 22', 63', 65' | BMOフィールド, トロント, カナダ 観客数: 11,200人 レフリー: アンガス・ガードナー (オーストラリア) |

### 3位/4位決定戦
| 2015年8月3日 11:00 PDT (UTC-7) | トンガ | 31–20    | 日本                                                                | スワンガード・スタジアム, バーナビー, カナダ レフリー: アンガス・ガードナー (オーストラリア) |
| 2015年8月3日 11:00 PDT (UTC-7) | T: Aulika 30' c Vainikolo 54' c タクルア 79' c G: モラス (2/3) 31', 80' PG: モラス (4/5) 10', 34', 40', 60' | レポート | T: ツイヘンドリック 32' m PG: 五郎丸歩 (5/6) 7', 16', 42', 48', 64' | スワンガード・スタジアム, バーナビー, カナダ レフリー: アンガス・ガードナー (オーストラリア) |

### 5位/6位決定戦
| 2015年8月3日 14:00 PDT (UTC-7) | アメリカ合衆国                                                       | 15–13    | カナダ                                                                   | スワンガード・スタジアム, バーナビー, カナダ レフリー: Alexandre Ruiz (フランス) |
| 2015年8月3日 14:00 PDT (UTC-7) | PG: マクギンティ (4/4) 10', 21', 24', 30' DG: マクギンティ (1/1) 79' | レポート | T: ブレヴィンズ 71' c G: Underwood (1/1) 72' PG: Underwood (2/3) 2', 44' | スワンガード・スタジアム, バーナビー, カナダ レフリー: Alexandre Ruiz (フランス) |

特記事項:
- カナダでアメリカ合衆国代表が勝利したのは、2005年以来。

### 優勝決定戦
| 2015年8月3日 17:00 PDT (UTC-7) | フィジー | 39–29    | サモア                                                                                              | スワンガード・スタジアム, バーナビー, カナダ レフリー: パスカル・ガウゼル (フランス) |
| 2015年8月3日 17:00 PDT (UTC-7) | T: ナカラワ (2) 2' c, 51' m マタワル 20' c ムリムリヴァル 60' c ンゲラ 62' c G: マタヴェシ (2/2) 3', 21' ヴォラヴォラ (2/3) 61', 63' PG: マタヴェシ (1/2) 15' ヴォラヴォラ (1/2) 75' | レポート | T: ラム 43' c Autagavaia (2) 48' m, 69' m G: Stanley (1/2) 44' PG: Stanley (4/4) 18', 24', 32', 53' | スワンガード・スタジアム, バーナビー, カナダ レフリー: パスカル・ガウゼル (フランス) |